# اوا تاچر
اوا تاچر (انگلیسی: Eva Thatcher؛ ۱۴ مارس ۱۸۶۲ – ۲۸ سپتامبر ۱۹۴۲) بازیگر اهل ایالات متحده آمریکا بود.

## فیلم‌شناسی
- نابسامانی سینمایی لوک (۱۹۱۶)
- اخبار جانانه لوک (۱۹۱۶)
- کودک گمشده لوک (۱۹۱۶)
- لوک، فال‌بین (۱۹۱۶)
- لوک با بی‌ملاحظگی رفتار می‌کند (۱۹۱۶)
- Haystacks and Steeples (۱۹۱۶)
- یک پخمه زبل (۱۹۱۷)
- سالومه در برابر شنندوا (۱۹۱۹)
- یانکی دودل در برلین (۱۹۱۹)
- پائین مزرعه (۱۹۲۰)
- تحصیلدار (۱۹۲۱)
- دکان نانوایی (۱۹۲۱)
- شاگرد فروشنده (۱۹۲۲)
- گلف (۱۹۲۲)
- A Chapter in Her Life (۱۹۲۳)
- Blazing Days (1927)